# 끈의 진동

진동, 끈의 정상파, 배음렬중 기본적인 6가지의 배음

끈의 진동은 파동의 한 형태이다. 일정하게 진동하는 끈은 소리를 만든다. 특정 음의 진동으로부터 소리는 일정한 음을 만든다. 진동하는 끈은 기타, 피아노, 가야금등과 같은 현악기가 소리를 내는 근본적인 원리이다.

## 파동
끈에 의한 파동의 전파 속력({\displaystyle v})는 아래 식과 같이 나타내어 지며, 전파속도는 끈의 장력({\displaystyle T})의 제곱근에 비례하고 끈의 선형밀도({\displaystyle \mu })의 제곱근에 반비례한다.
{\displaystyle v={\sqrt {T \over \mu }}.}

### 유도
끈의 한지점 x으로부터 작은 {\displaystyle \Delta x}의 간격을 잡고, {\displaystyle m}을 질량, {\displaystyle \mu }를 선형밀도라고 하자. 끈의 수평축 장력이 {\displaystyle T}(상수)로서 일정하다고 가정하면, 각 양끝 {\displaystyle x}와 {\displaystyle x}+{\displaystyle \Delta x} 가해지는 장력은 아래와 같이 {\displaystyle T}로서 근사할 수 있다.
{\displaystyle T_{1x}=T_{1}\cos(\alpha )\approx T.}
{\displaystyle T_{2x}=T_{2}\cos(\beta )\approx T.}
각 양 끝의 끈이 수평축과 이루는 각 {\displaystyle \alpha }와 {\displaystyle \beta }가 매우 작다고 생각 하면 수평축의 알짜힘은 0이되어 상쇄된다. 따라서 수직방향의 힘은 전체 알짜힘의 크기와 같음으로 아래와 같이 y에 대한 편미분으로서 표현 할 수 있다.
{\displaystyle \Sigma F_{y}=T_{2y}-T_{1y}=T_{2}\sin(\beta )-T_{1}\sin(\alpha )=\Delta ma\approx \mu \Delta x{\frac {\partial ^{2}y}{\partial t^{2}}}.}
양변을 장력{\displaystyle T}으로 나누어 주고 처음에 구했던 {\displaystyle T}관한 식을 이용하여 대입하여 주면 아래와 같다.
{\displaystyle {\frac {\mu \Delta x}{T}}{\frac {\partial ^{2}y}{\partial t^{2}}}={\frac {T_{2}\sin(\beta )}{T_{2}\cos(\beta )}}-{\frac {T_{1}\sin(\alpha )}{T_{1}\cos(\alpha )}}=\tan(\beta )-\tan(\alpha )}
각 양끝의 {\displaystyle a}와 {\displaystyle b}에 대한 탄젠트값이 양끝값의 기울기와 같다는 것을 이용하면 다음과 같이 나타낼 수 있다.
{\displaystyle {\frac {1}{\Delta x}}\left(\left.{\frac {\partial y}{\partial x}}\right|^{x+\Delta x}-\left.{\frac {\partial y}{\partial x}}\right|^{x}\right)={\frac {\mu }{T}}{\frac {\partial ^{2}y}{\partial t^{2}}}}
여기서 처음에 {\displaystyle \Delta x}가 매우 작다고 가정하였음으로 0에 대하여 극한을 취하면 미분의 정의에 의해 {\displaystyle y}의 미분값의 미분 즉 {\displaystyle y}
에 대한 이계미분이 된다.
{\displaystyle {\frac {\partial ^{2}y}{\partial x^{2}}}={\frac {\mu }{T}}{\frac {\partial ^{2}y}{\partial t^{2}}}.}
이 식은{\displaystyle y(x,t)}에 대한 파동방정식과 일치한다. 파동방정식에서 시간에 대한 이계미분의 항은 {\displaystyle v^{-2}}와 같다 따라서,
{\displaystyle v={\sqrt {T \over \mu }},}
{\displaystyle v}는 끈에 의한 파동의 전파 속력이다. 하지만, 이 유도는 오직 작은 진폭으로 진동할 때만 유효하다. 큰진폭의 경우에는, {\displaystyle \Delta x} 은 좋은 근사식이 될 수 없다. 수평축의 장력은 상수{\displaystyle T}로서 일정할 필요가 없다.

## 같이 보기
- 현악기
- 음향학
- 원형 드럼의 진동

## 참고 문헌
- Java simulation of waves on a string
- Physics of a harpsichord string
- A study of chaotic motion in strings
- A friendly explanation of standing waves and fundamental frequency 보관됨 2011-07-22 - 웨이백 머신
- "The Vibrating String" by Alain Goriely and Mark Robertson-Tessi, The Wolfram Demonstrations Project.